# 上海公共租界

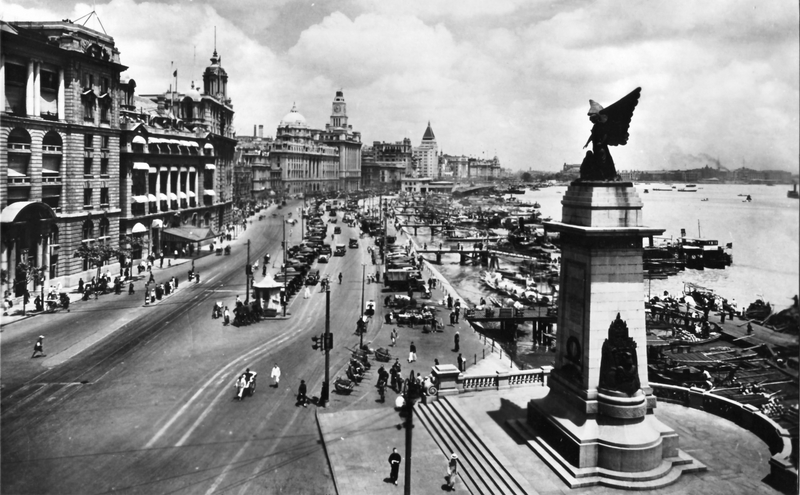
1928年的上海公共租界外灘，右侧为欧战纪念碑

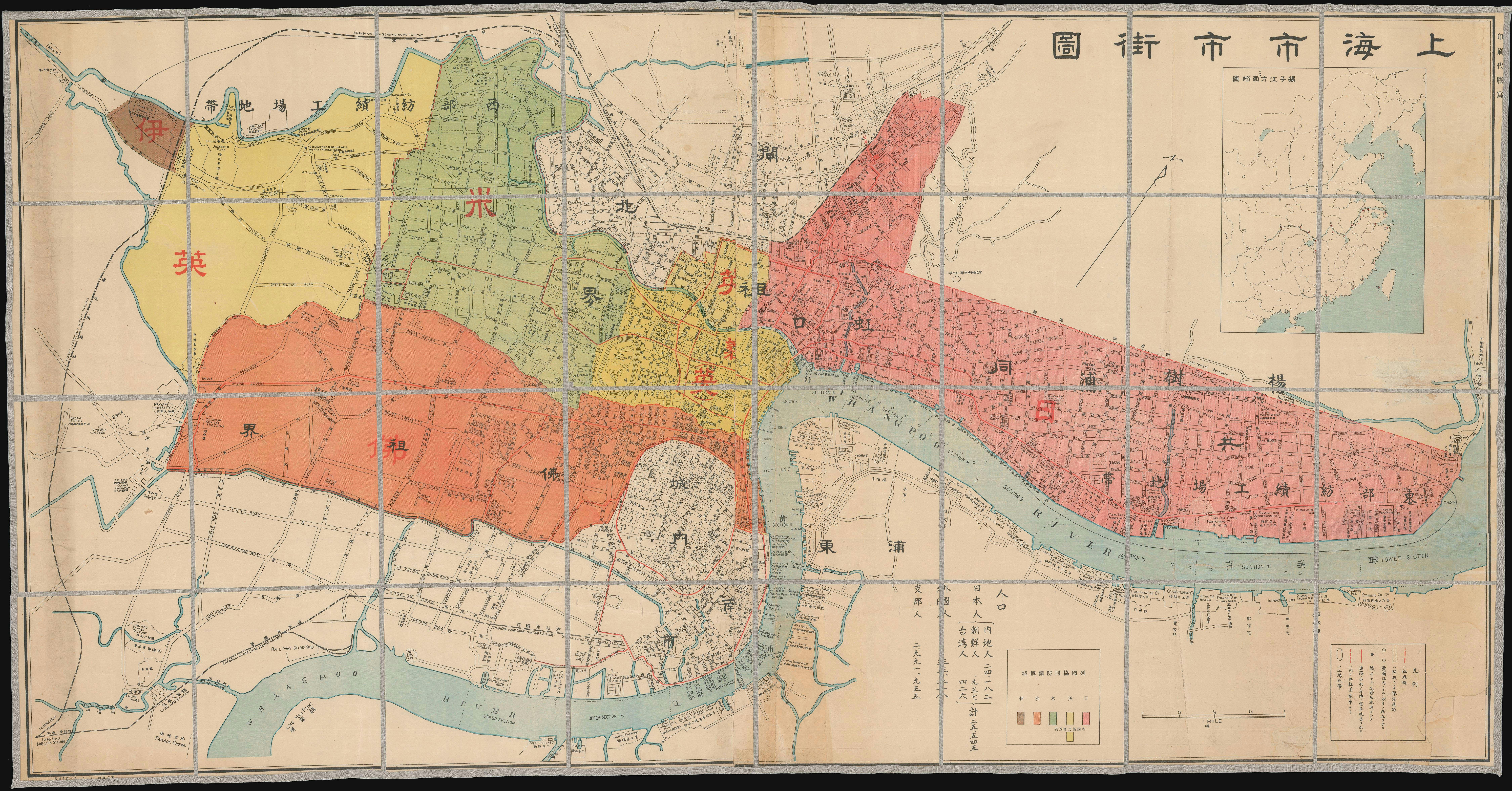
日本在1932年繪製的上海法租界和上海公共租界主要外國界區——意大利（伊，啡色）、英國（英，黃色）、美國（米，绿色）、法國（佛，橙色）和日本（日，粉紅色）

上海公共租界（英語：Shanghai International Settlement）是近代中国的三个公共租界之一（另外两个是鼓浪屿公共租界和芜湖公共租界）、以及上海的两个租界之一（另一个是上海法租界）。上海公共租界在中国租界史上是开辟最早、存在时间最长、面积最大、管理机构最庞大、发展最为充分的一个租界。
租界於第一次鴉片戰爭（1839年至1842年）時英軍擊敗清軍後設立。根據《南京條約》，包括上海在內的五個條約港口均向外國商人開放，推翻了當時廣州港口的一口通商壟斷地位。美國和法國亦分別緊隨在英國之後於上海設立租界，分別建於英租界的之南北。不同於英國擁有香港的主權，上海租界跟澳門一樣，主權仍屬於中國。
1854年，英美法三國租界聯合成立了上海公共租界工部局，以維護其所有權利。1862年，法國租界退出了這項安排。次年，英美正式聯合成立上海公共租界。隨著越來越多的國家與大清簽訂條約，他們的國民也成為租界管理的一部分，其國際性體於工部局旗幟上可見一斑——上印奧匈帝國、丹麥、法蘭西第三共和國、意大利王國、荷蘭、瑞典和挪威聯合王國、葡萄牙王國、俄羅斯帝國、西班牙王國、英國及美國的國旗。
1941年12月，珍珠港事件後，日軍佔據上海公共租界。1943年初，汪精衛國民政府簽署條約正式終止了美國和英國的域外特權，1945年日本投降國民政府正式收回公共租界。法國後來在1946年的另一份協議中放棄了權利。

## 历史

上海县城及租界变迁图

### 设立
1843年11月，根据《南京条约》的规定，上海成为向外商开放的通商口岸。12月，上海道台与英国领事划定了外滩英国租界的南北界限。1844年，已经有英资怡和洋行、宝顺洋行租借了一批土地。1845年，中英会订《上海土地章程》。在章程中，上海县城北部的一块约830亩被划给英方作为英商居留地。后在1846年，西界确定。租界地东依黄浦江，南临洋泾浜，北至李家厂，西达界路，总面积增加到了1080亩。
1848年11月27日，英租界的西界推进到西藏路；同年，美国圣公会主教文惠廉已在苏州河北岸租地造屋，并于上海道台吴健彰交涉后，虹口地区也被划作了美商居留地，美租界从而形成。
1853年9月7日，小刀会占领上海县城，从此中国失去对租界的控制。1853年，太平天国军队占领南京。1854年7月11日，上海英法美租界联合组建独立的市政机构“上海工部局”，建立警察武装，正式形成第一个后来真正意义上的租界——国中之国。

### 市議會

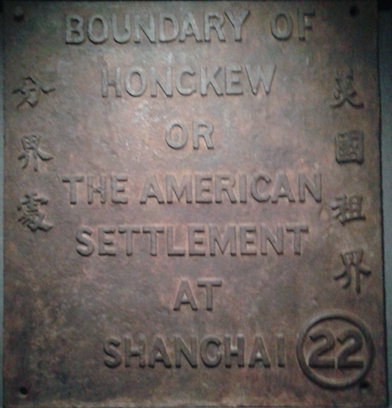
美国租界分界碑

1862年，法租界退出联合，自设公董局。1863年9月，英国和美国在上海的租界正式合并，统一由工部局管理。1848年11月27日，在青浦教案发生后，英方乘机向上海道台施压，将北界推至苏州河南岸，西界向西扩张至了周泾浜。面积由此增加一倍多达到了2820亩。但是在美租界设立后，一直没有划定边界。直至英美租借合并后的1893年，美租界的面积被确认为了7856亩。1899年，公共租界当局以租界内华人及工厂增多为由要求增加租界面积。在多番交涉后，公共租界面积扩展到33,503亩（22.59平方公里），北面的边界到达上海、宝山2县的交界处，西面一直扩展到静安寺。整个租界划分为中、北、东、西4个区。

### 越界筑路
租界当局使用的另一个扩张方法为越界筑路。在法租界成功通过该方法扩张后，公共租界工部局也开始越界筑路。越界筑路所划圈的区域租界方面拥有征税以及控制权。1914年后，公共租界当局通过越界筑路将该类区域的面积增加到了4.7万亩。

### 國際法律地位的解決（1920-1937年）
1920年代，上海公共租界的稳固根基开始遭到威胁。1925年5月30日，南京路老闸捕房的巡捕枪杀中国示威者的事件，引起了中国全国性的爱国运动。在五卅运动之后，大规模越界筑路基本停止。上海公共租界继续向外扩张的态势趋于稳定下来。在蒋介石主政南京十年的黄金时代，上海公共租界继续繁荣。

### 日本佔據時期

#### 日本佔領上海其他地區（1937）
1937年8月13日－11月10日的淞沪会战中，日军将公共租界北区和东区作为进攻国军的基地，并以海军陆战队代替租界巡捕，公共租界在事实上被分割成两部分，苏州河以北地区成为日军控制的势力范围。北区和东区的日占区遭到国军多个军团的猛烈进攻，70％地区在战争中受到严重破坏。公共租界的主体部分中区、西区及西部越界筑路区域分别由英国、美国和意大利军队防守，继续在战争中保持中立达四年之久。位于区内的中国机构照常运行。这些地区又挤进了40万中国难民。

#### 英國撤軍
上海公共租界經歷了兩次撤銷過程。第一次是1939年，由於歐洲戰事爆發，駐滬英軍撤退。第二次亦是最後一次是1940年8月，意大利對盟軍發動地中海戰事2個月後。

#### 日本佔領租界（1941）
1941年12月8日，太平洋战争爆发，日军进驻公共租界的中区、西区，但沒有佔領意大利及維希法國的界區（兩國為日本盟友），令成千上萬的中國人避難於意法租界，英美控制上海公共租界的时代宣告结束。随后任职于工部局的英美人士陆续遭到解聘。不过工部局仍然继续工作，直到1943年租界正式撤销。1943年8月，日本支持的汪精卫政权经过对日交涉，收回所有租界（包括意大利和法蘭西國的所有租界），為紀念此事，汪精衛政權設每年8月1日為中華民國復興節。

### 國民政府收回
1945年8月日本投降后，汪精卫政权倒台，租界回到国民政府统治之下。上海公共租界由中华民国政府收回以后，在很长时期内仍是上海和中国最繁盛的中心城区。统一行政后的上海市政府就设在原上海公共租界工部局大楼。1949年后上海市人民政府继续使用此楼办公直至1955年迁往外滩原汇丰银行大楼。现在则位于由当年的上海跑马厅改建而成的人民广场。实际上始终没有离开原公共租界的范围。许多租界时代的遗迹獲保留下来，其中最为著名的是外滩的新古典主义建筑群，多处历史性建筑都獲列为世界级的文化遗产。

## 法律制度
公共租界沒有統一的法律制度。市議會據此發布了《土地法規》，該法規對定居點中的所有人具有約束力。除此之外，與清朝訂立條約規定域外權利的公民和權力主體都應受其本國法律的約束，對其提出的民事和刑事訴訟也必須根據其本國法律。
到1918年，條約國的數量攀升至19個，但到1930年代已降至14個：英國、美國、日本、法國、意大利、挪威、瑞典、丹麥、荷蘭、西班牙、葡萄牙、秘魯、墨西哥和瑞士。一戰後，德國和奧匈帝國喪失了條約權利，而蘇聯出於反帝國主義的政治策略而放棄了權利。中華民國政府於1927年宣布比利時喪失權利。同時中華民國政府拒絕了給予一戰後的新國家條約權，例如奧地利和匈牙利（原奧匈帝国）、波蘭、捷克斯洛伐克、南斯拉夫、波羅的海國家和芬蘭。
中華民國國民和非條約國家的公民受中華民國法律的約束。在公共租界內，他們的案件將交由上海公共租界混合法院審理，該法院於1870年代在租界建立，直至1926年。在涉及外國人的案件中，需要外國陪審員（通常為領事官員）。1927年，上海公共租界臨時法院成立，由中華民國法官主持。1931年4月1日，上海臨時法院兼上訴院裁撤，並改設江蘇高等法院第二分院及江蘇上海第一特區地方法院。改制同時，上海公共租界中國人民刑事案件須中國與相關國家官員會審的司法制度完全取消，也就是租界內不涉及西方國家人員的民刑事案件，皆由中國法院審理。
英美在上海公共租界设立了正式的法院體系來審理案件。上海公共租界英國法院成立於1865年，位於英國領事館內。上海公共租界美國法院於1906年在美國領事館內成立。兩個法院於1941年12月8日被日本佔領並自該日期起實際上停止運作。
1947年，領事裁判權全面取消，租界內西方國家人民民刑事案件移送各國的領事裁判的法源喪失，中華民國才真正重新掌有全國之司法管轄權。

## 貨幣
19世紀，清朝的貨幣總體上非常複雜，不同地區使用不同的系統。
歐洲和北美貨幣沒有在國際結算中正式流通，除了“小東京”的日元區。

## 郵政服務
上海早在明代就已經發展了郵政服務，但在條約時代，外國郵政服務是由各自的領事館組織的。例如，美國郵政局在上海領事館設有美國郵政局，美國人可以通過該局使用美國郵政局與美國本土和美國領地進行郵件往來。
上海郵政局控制著該定居區內的所有郵政，但進出條約港口的郵件必須經過中華帝國郵政局。1922年，各種外國郵政服務（上海郵政局和中國郵政局）合併為一個郵政局。但是，其他一些國家拒絕了这一合併。
上海郵政總局最初位於北京路，並遷至上海郵政總局大樓四川北路，即今天的上海郵政博物館。

## 居民

### 華人
開闢租界之初，實行華洋分居政策，包括為洋行服務的買辦（主要來自江浙和廣東）都不被允許住在租界。租界內只有本地農民大約500人。
1853年9月7日，小刀会攻占上海县城，当地2万华人逃进租界。1860年，太平天国进攻苏州，又有50－70万难民涌入上海租界。外商乘机建造大片石库门房子出租牟利。从此形成华洋杂居的格局。
战事结束，难民返乡，租界人口有所回落。但随着租界工商业迅速繁荣，和租界的扩展，又有大批江苏、浙江以及广东等省居民，乃至海外华侨进入上海公共租界，或创业，或谋生。特别是历次的战乱，都造成租界人口的猛增。至1932年，上海公共租界内有华籍居民1,040,780人。
抗战时期，持续3个月的淞沪会战空前激烈，而上海公共租界中、西两区成为孤岛，这时从华界的闸北，上海公共租界的东区、北区，乃至邻近的江浙地区涌进40万难民。刺激租界内房地产业、商业、金融业和服务业的空前繁荣。但也造成人口密度过大，多数百姓居住问题无法解决，居住状况趋于恶化。
1928年後，工部局為華董增加3個席位。

### 英國僑民
1843年上海的英商及传教士共26人，他们是最早的一批来沪外侨。英国侨民中，主要是从事大宗进出口贸易的商人，其中不乏在海外已有产业根基的望族。在上海的各国外商中，英国商人占有主导地位。1865年，住在上海公共租界的英国侨民达到1372人，占各国侨民总数的60％。
太平天国战争结束后，上海房地产业降温，英侨人数也下降到1870年的894人。不久又逐渐恢复，1935年，住在上海公共租界的英国侨民达到6,221人。
在工部局董事会成员中，英籍董事一直占有多数席位，居于主导地位。

### 美國僑民
上海美国侨民的经济实力仅次于英国。一战后，他们的地位有所上升。1935年，住在上海公共租界的美国侨民超过2,000人，另有1,600人住在法租界。
美国侨民中，传教士占有一定数量，他们在租界内外设立教堂、医院和学校，其中包括几所大学：圣约翰大学、沪江大学和东吴大学法学院。

### 日本侨民
1871年日清建交以后，日本人陆续來到上海。早期日本侨民中绝大多数是娼妓，她们聚居在虹口吴淞路一带。上海公共租界当局开始在虹口区内越界筑路，虹口地区被非正式地纳入公共租界管辖范围。1873年，日本将原日本公馆（日本上海出张所）改称为日本驻上海领事馆，位于虹口闵行路3号。
1898年，原英、美公共租界改称上海国际公共租界，日本等国开始参与租界管理工作。次年，公共租界被划分为北、东、中、西四区，日本侨民在北区和东区占有优势地位。同年，日本人在虹口组织上海义勇团日本队，作为自卫组织。1915年，公共租界内的日侨已达到7,169人。1915年以后，在工部局董事会中，为日籍董事留一到两个席位。1916年，上海公共租界工部局巡捕房设立日捕股，11月20日，30名日本巡捕到位，接管虹口地区的公共治安事务。
第一次世界大战以后，日本纺织业大规模投资上海。1923年上海—长崎定期航线开设，公共租界内的日本侨民继续增加。1935年日本侨民超過2万人。
1925年5月30日，五卅惨案爆发，日本借口保护侨民，于6月9日派遣海军陆战队抵沪，入驻虹口地区。1927年，国民革命军北伐占领上海，日军于四川北路布防。
公共租界的东区、北区在历次战乱中曾多次划为日军的防区。1932年和1937年两次淞沪战事中，日军以该区域作为进攻中国军队的基地。并以海军陆战队代替租界巡捕，公共租界在事实上被分割成两部分，苏州河以北地区成为日本控制的范围。

### 俄國僑民
俄罗斯人在上海形成自己的社区比其他侨民要晚得多。甲午战争以前，俄国在华侨民很少，主要在汉口经营砖茶业务，然后经水路运往天津，再经过张家口、库伦运抵俄国。甲午战争以后，俄日争夺满洲，俄国于1896年在黄浦路开设了驻上海领事馆。從1904年到1917年，上海的俄僑人數大體穩定在360人左右，绝大部分住在公共租界苏州河以北的提篮桥地段（又名汇山，Wayside）。他们在北河南路距离北火车站不远的地方建造了一座小型的东正教堂，称为主显堂，这座上海最早的东正教堂后来毁于1932年“一二八”战火。
自1918年起，由於十月革命和國内局勢不穩定的情況下，大批俄國人蜂擁抵滬，至1930年，上海俄僑總數已近2萬人。但上海俄僑的主要聚居区，则由苏州河以北，转移到法租界霞飞路一带。

### 葡萄牙僑民
上海公共租界的葡萄牙人多数来自澳門。在1920和1930年代，他们的人数稳定在1,000多人。

### 德國僑民
第一次世界大战以前，德国人在上海的经济实力仅次于英美两国，尤其在制药、印染行业占有优势。至1915年，公共租界内有德侨约1,155人。
战后，公共租界德国侨民一度锐减到1920年的280人，法租界只有9人。后来又逐渐回升。德僑也在上海設立教堂，醫院，學校等。著名的有同濟德學堂（同濟大學前身）。

### 犹太人
19世纪，有少量世居巴格达的犹太富商在印度立足后，又前来上海发展，他们一般都取得了英国国籍。其中包括沙逊家族和嘉道理家族。当然也有像哈同那样来上海后才致富的暴发户。这部分犹太人经营大宗贸易，在房地产业也举足轻重，是上海的豪门望族。
1938年开始，从德国、奥地利、波兰有2万犹太人逃避纳粹迫害，来到世界上唯一不需要护照就可进入的上海。他们也集中居住在提篮桥一带。
1943年2月18日，日军将14,245名犹太人迁入虹口隔离区内。他们艰苦创业，在隔离区内开设了307家店铺，人称“小维也纳”。
俄国革命以后，开始有大批俄国犹太人取道哈尔滨移居上海。他们约有1,000多人，控制了毛皮买卖，也有一些专业人士在医务、建筑、法律、音乐等行业工作。主要居住在虹口提篮桥华德路摩西会堂附近一带。

### 印度人
1884年，工部局警务处成立印捕股，从英屬印度的旁遮普邦招募来锡克族巡捕。1935年印度侨民人口总数达到2,341人。

## 管理机构

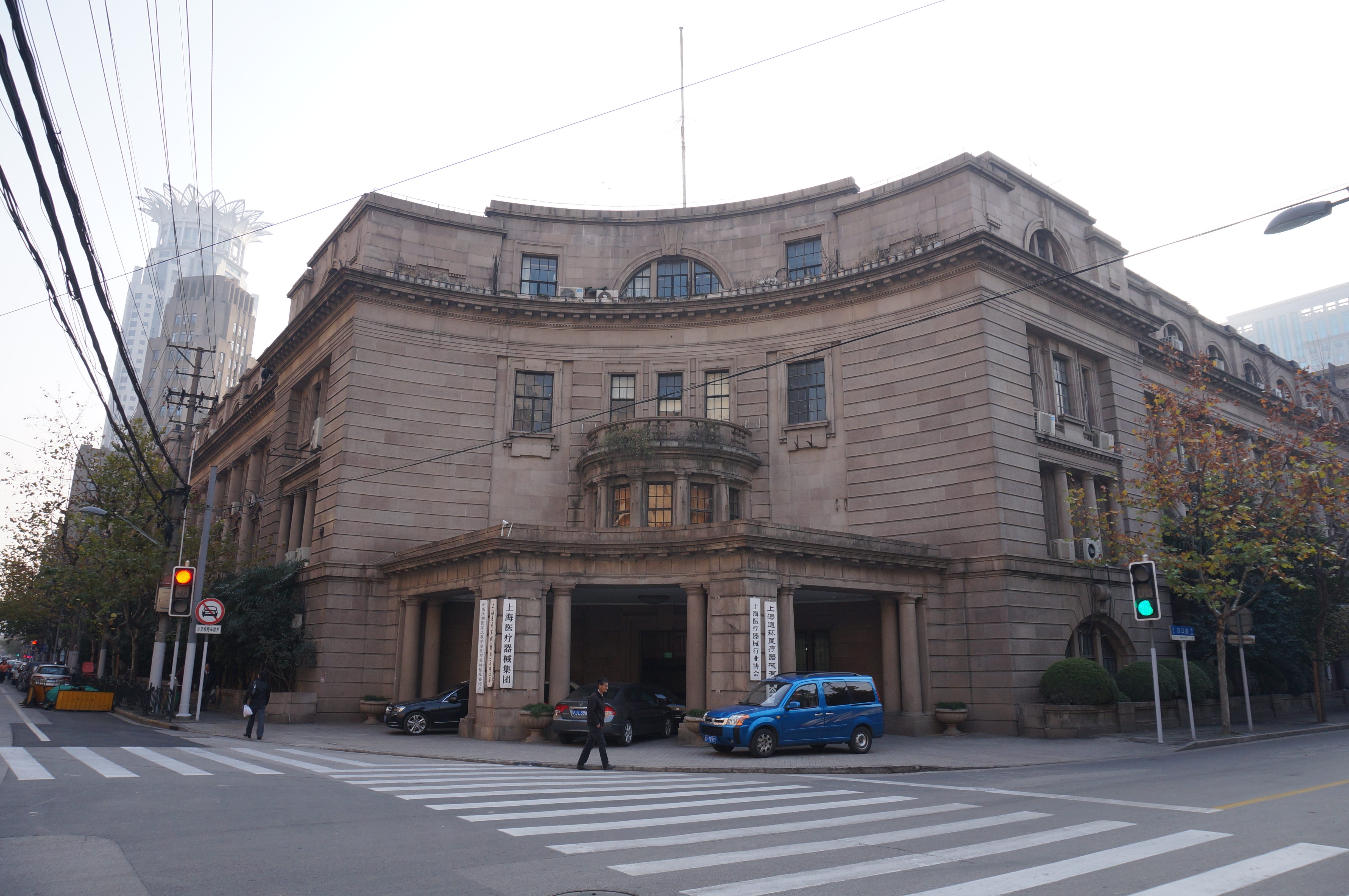
工部局大楼正门

### 工部局
上海公共租界工部局（Shanghai Municipal Council）是上海公共租界的行政管理机关，类似于租界内的政府，拥有警察。但是司法机构还有独立的“会审公廨”，即法院。工部局主要控制在英国手中。美国也部分参与工部局的管理工作。1920年代，费信惇（Stirling Fessenden）担任工部局总董。 从1873年起，在工部局董事会中为德国人保留1个席位。在第一次世界大战以后，这个席位被移交给日本。1928年后，工部局为华董增加3到4个席位。
上海公共租界的行政体制与上海法租界完全不同，后者是法兰西殖民帝国的一部分，受法国驻印度支那总督的支配，而上海公共租界是一個地方自治体，并不直接受任何外国领事，甚至英国领事的管理。

### 巡捕房
上海公共租界巡捕房成立于1854年8月，至1943年解散前，共设14个捕房：
中区：
1．中央捕房（1854）：辖区北至苏州河、东至黄浦江、南至爱多亚路（今延安东路）、西至山东路-福州路-山西路。
2．老闸捕房（1860）：辖区北至苏州河、东至山东路-福州路-山西路、南至爱多亚路、西至虞洽卿路（今西藏中路）。
西区：
3．静安寺捕房（1884）：辖区北至新闸路、东至麦特赫司脱路（今泰兴路）、南至福煦路（今延安中路）、西至租界境。
4．新闸路捕房（1899）：辖区北至苏州河、东至虞洽卿路、南至静安寺路（今南京西路）、西至麦特赫司脱路-斜桥弄-慕尔鸣路。
5．戈登路捕房（1909）：辖区北至槟榔路、东至苏州河-麦根路（今西苏州路）-麦特赫司脱路、南至新闸路、西至租界境。
6．成都路捕房（1933）：辖区北至南京西路、东至虞洽卿路、南至爱多亚路-重庆路-福煦路、西至麦特赫司脱路-斜桥弄-慕尔鸣路（今吴江路-茂名路）。
7．普陀路捕房（1929）：辖区北至苏州河、东至苏州河、南至槟榔路、西至租界境。
北区：
8．虹口捕房（1861）：辖区北至租界境、东至虹口港-东汉璧礼路-元芳路（今东汉阳路-商丘路）、南至黄浦江-苏州河、西至北河南路。
9．西虹口捕房（1898）：辖区北至租界境、东至北河南路、南至苏州河、西至北西藏路-海宁路-北浙江路。
10．杨树浦捕房（1891）：辖区北至租界境、东至复兴岛运河、南至黄浦江、西至杨树浦港。
11．汇山捕房（1903）：辖区北至租界境、东至大连湾路-杨树浦路-秦皇岛路、南至黄浦江、西至元芳路-东汉璧礼路-新记浜路-东有恒路-兆丰路（今新建路-东余杭路-高阳路）。
12．嘉兴路捕房（1907）：辖区北至租界境、东至兆丰路、南至东有恒路-新记浜路-东汉璧礼路、西至虹口港。
13．榆林路捕房（1925）：辖区北至租界境、东至杨树浦港、南至黄浦江、西至秦皇岛路-杨树浦路-大连湾路。
北区越界筑路：
14．狄思威路捕房（1912）：辖区为以下各条马路：北四川路延长线，江湾路（从北四川路至体育会路，包括靶子场、虹口公园和游泳池），狄思威路，窦乐安路（包括松庆里、丰乐里和纪家花园），白保罗路和赫林里，施高塔路（从江湾路到祥德路），及附近地区。

## 地理

### 范围
1899年扩界以后，公共租界的范围最终确定。南侧与法租界接壤，以洋泾浜（今延安东路）与长浜（今延安中路）为界，西北以苏州河为界，东北大致以今虹口区五台嘉兴路口与杨浦区平凉军工路口连成的直线及黄浦江为界，西侧大致以今常德路、延平路为界。

### 分区
公共租界自东向西分为东区、北区、中区、西区等4个区，并分别以虹口港、苏州河、泥城浜/西藏路（今西藏中路）为界。

### 道路
公共租界的路名大多以中国城市或外国人物命名。在中区，南北向马路通常以中国各个省份的名称命名，例如浙江路、江西路和四川路，东西向马路通常以各个通商口岸城市的名字命名，例如九江路、汉口路和福州路，南京路和北京路则分别纪念两个开放中国的条约。在西区，有一些道路以东南亚的殖民地命名，例如槟榔路、澳门路、新加坡路；东区道路多数曾以印度城市命名，但在1915年更换为以中国城市命名。公共租界内也有一部分路名是以外国人名命名，例如爱多亚路纪念英国国王爱德华七世，麦特赫斯脱路（Medhurst Road）纪念英国领事麦华陀，邓脱路（Dent Road）纪念鸦片商人颠地，此外还有戈登路（Gordon Road）、文监师路（Boone Road）、赫德路（Hart Road）、哈同路和西摩路等等，其中许多都与上海公共租界有关，并且以取得实际成就者居多。
1936年10月1日，上海公共租界第一次以一位华人为道路命名：将中区与西区的分界线、南北向干道西藏路改名为虞洽卿路，并且举行了声势浩大的庆祝活动（1943年汪精卫政府接收租界，又恢复原名西藏路）。

## 经济

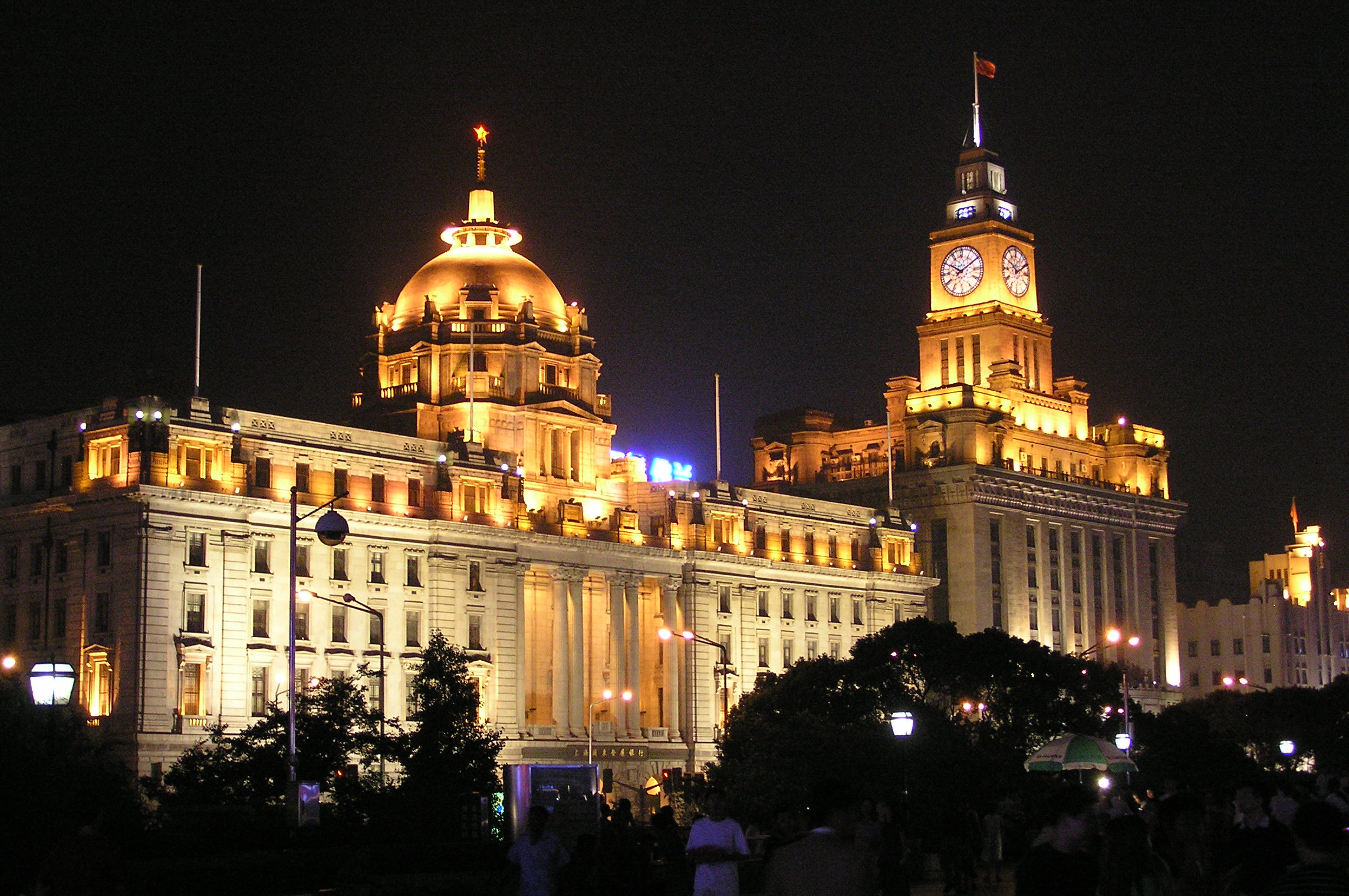
滙丰银行大楼（左面）的夜景

### 贸易
- 英商怡和洋行
- 英商太古洋行
- 英商宝顺洋行
- 美商旗昌洋行
- 德商礼和洋行
- 丹麦宝隆洋行

### 金融
- 外滩
- 英资汇丰银行
- 英资麦加利银行
- 英资有利银行
- 美资花旗银行
- 美资大通银行
- 德资德华银行
- 俄资华俄道胜银行
- 日资横滨正金银行
- 日资台湾银行
- 法资东方汇理银行
- 荷资荷兰银行
- 荷资安达银行
- 比资华比银行
- 中国银行
- 中华民国中央银行
- 交通银行
- 上海商业储蓄银行
- 中南银行
- 中国通商银行
- 金城银行
- 盐业银行
- 浙江兴业银行
- 四明银行
- 新华储蓄银行
- 大陆银行

### 商业
19世纪后期，公共租界内的商业以距离旧城厢较近的广东路及福州路最为繁盛。
20世纪初，随着上海公共租界的扩展，中区的南京路迅速兴起，并形成为全中国最繁荣的商业街。英资惠罗公司（Whiteaway laidlaw）、福利公司（Messrs.Hall and Holtz）、汇司洋行（Weeks and Company）和泰兴洋行（Lane Crawford）都汇集在东段四川路口附近，称为早期四大公司；第一次世界大战以后，华人资本的永安公司、先施公司、大新公司、新新公司陆续在西段浙江路到西藏路之间开设，规模超过早期四大公司，也称为四大公司。别发洋行是一个著名的以上海为基地的英语图书出版公司，成立于1876年。
1920年代以后，随着租界扩展后，人口大量迁入新区，公共租界北区的北四川路及西区的静安寺路的商业也有所发展。北四川路因临近上海北站，吸引了叶大昌食品店、雷允上药店北号、新亚大酒店等一批知名商号，特别是以广舞台为首的电影、戏院密集地分布于马路两侧及周围。静安寺路沿街的商店主要服务于周边的上层居民，因此该路和位于法租界的霞飞路的风格类似，经营方向趋向高档，以高级舞厅、电影院、咖啡馆和时装店闻名，包括鸿翔公司（1917年）、亨生西服店（1933年）、开开公司（1936年）、第一西比利亚皮货公司、地地司（DDS）、凯司令（1928年）等。

### 房地产

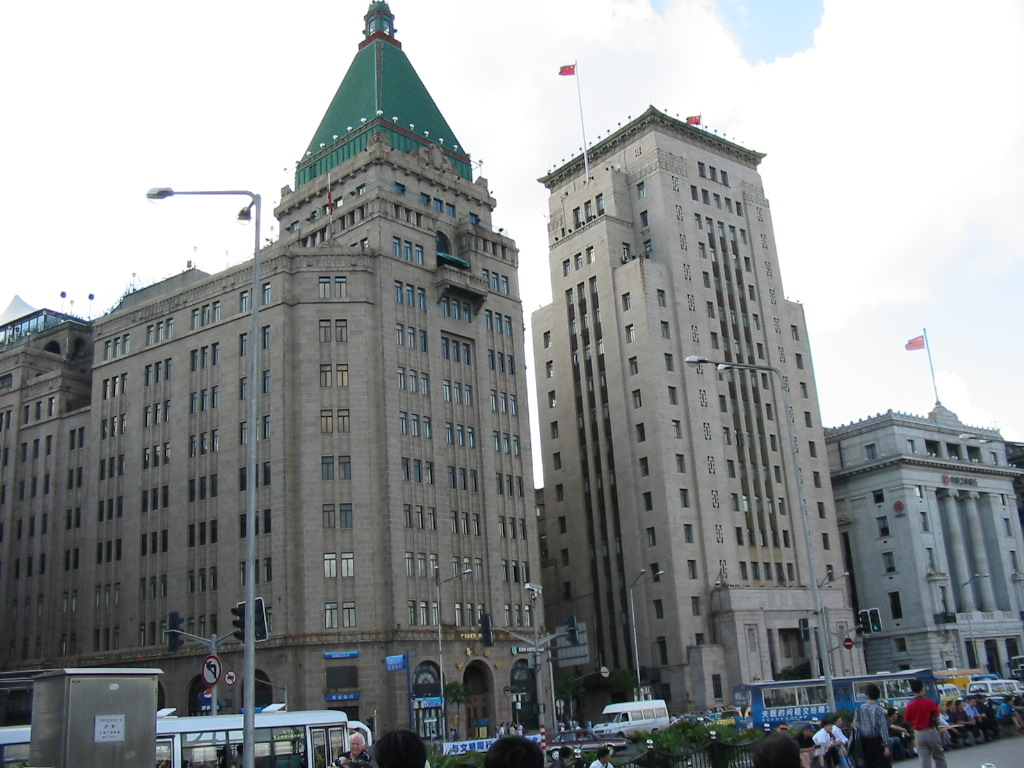
从左向右：沙逊大厦、上海中国银行大楼（外滩）和横滨正金银行大楼

第一次世界大战后，随着上海经济的繁荣，上海公共租界的房地产业经历了一次大发展。犹太富商经营的沙逊洋行和哈同洋行成为上海最著名的大地产商，英资业广地产公司（Shanghai Land Investment Company）在1924年到1928年间的净利润上涨了145％。英国公和洋行（Palmer and Turner）、德和洋行（Lester，Johnson＆Morriss）、通和洋行（Atkinson＆Dallas）、赉安公司（Leonard和Veysseyre）和邬达克等这些建筑师事务所也进入了他们的黄金时代，公和洋行设计了上海外滩建筑群中将近一半的作品，其中堪称代表作的有汇丰银行大楼（1923年）、江海关大楼（1927年）、沙逊大厦（1929年）和中国银行大楼（1937年）。20年代的革命和动乱不但没有影响上海租界的繁荣，反而进一步抬高了地价。

### 旅馆
公共租界中区集中了上海大部分的主要旅馆，外资旅馆包括华懋饭店、汇中饭店、都城饭店，华资旅馆包括扬子饭店、东方饭店、大东饭店、东亚饭店、惠中旅舍、大中华饭店、大陆饭店、爵禄饭店、中央饭店、大江南饭店、中国饭店、铁路饭店、吴宫饭店、远东饭店。
也有少数例外，例如外资礼查饭店（1959年以后改名为浦江饭店）位于外白渡桥北侧，华资旅馆国际饭店、金门大酒店位于静安寺路，但是也都毗邻中区。

## 文化

### 新闻
公共租界中区集中了全上海绝大部分的报馆。英文报纸中，位于外滩17号的老资格的《字林西报》影响力无可比拟，其竞争对手包括《大美晚报》、《上海泰晤士报》、《大陆报》等。中文報紙中，影響最大的則無疑是《申報》。

### 医院
公共租界拥有数所公立医院，位于苏州河北岸的公济医院和位于静安寺以西的宏恩医院主要服务于外国侨民，前者委托给天主教修女管理；位于中区山东路的仁济医院则面向华人。
美国圣公会在公共租界开设2所医院：同仁医院和广仁医院（后改名宏仁医院）。

### 宗教

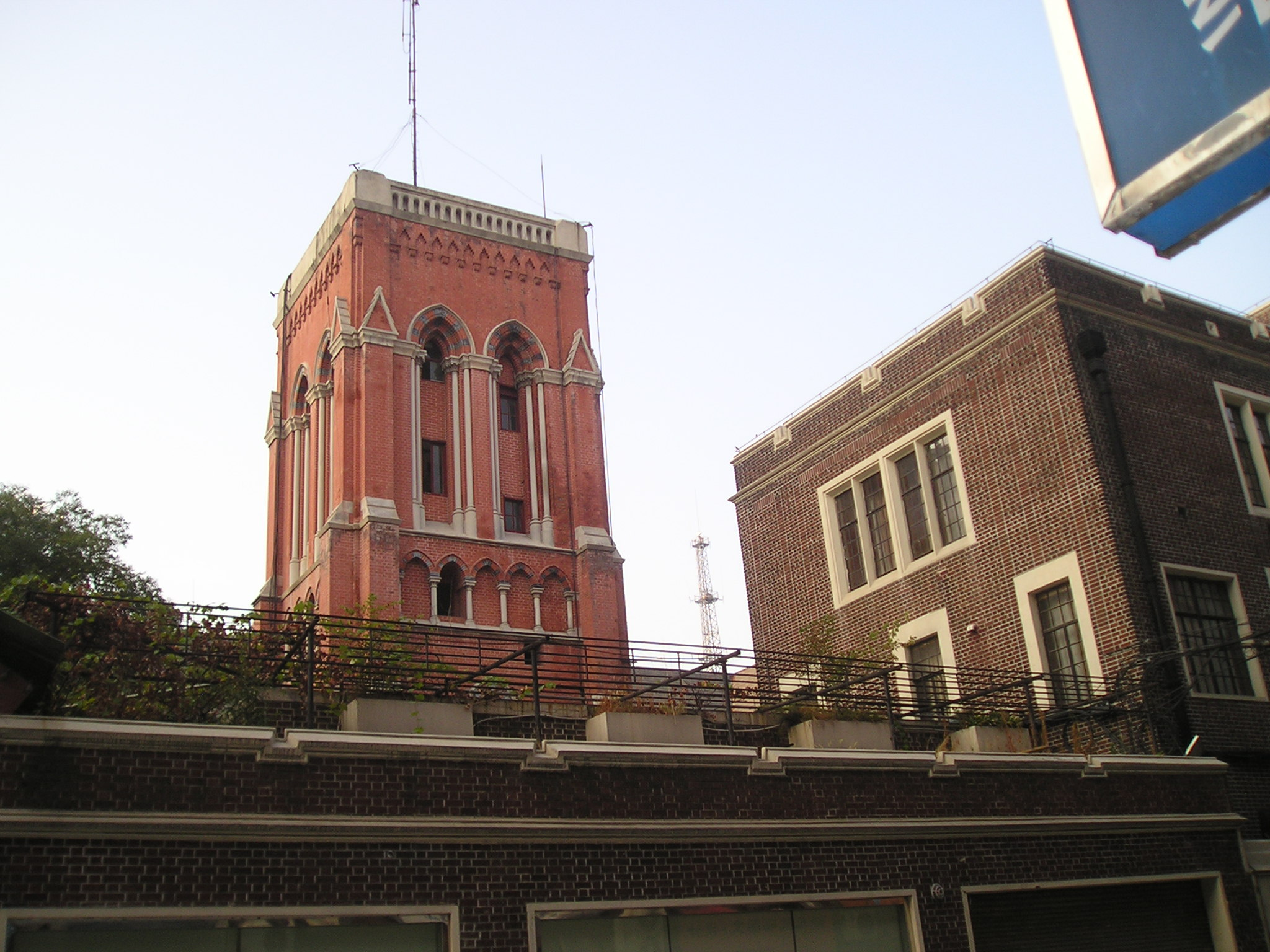
后方为圣三一堂的顶部，前方九江路上的楼房现在是中国基督教两会所在地

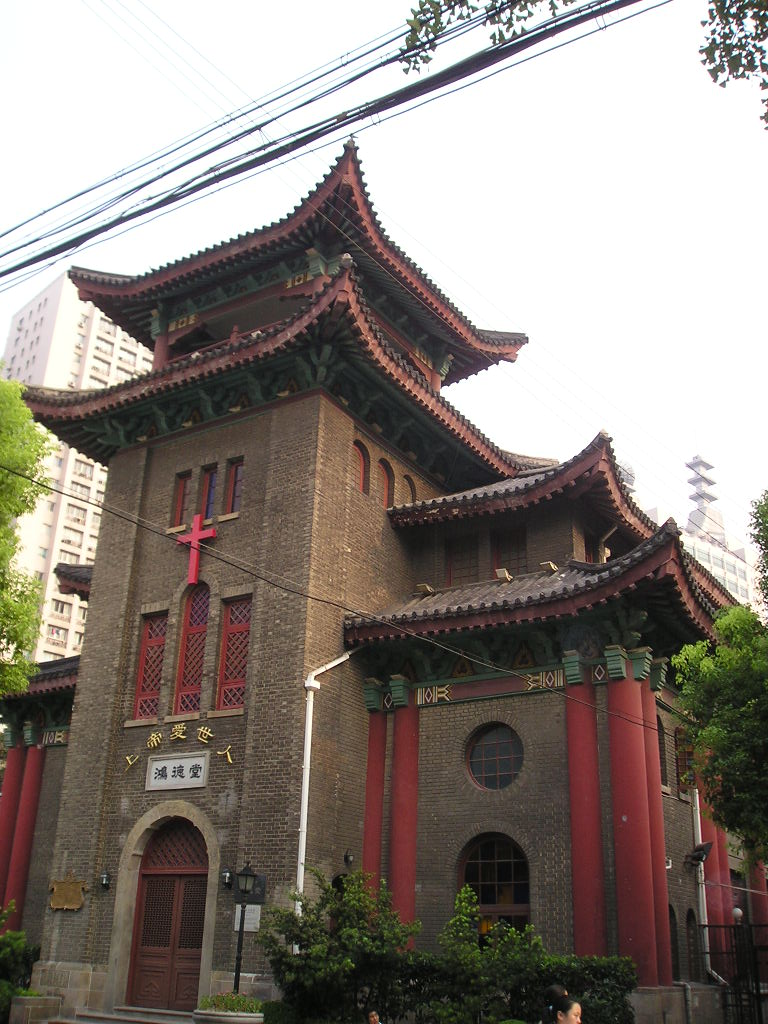
鸿德堂

公共租界在未开发以前，已经存在一些中国人的佛教寺庙和道观，例如静安寺路西端的静安寺和南京路上的虹庙。租界繁荣之后，又新建或迁入了一些庙宇，例如西区槟榔路（安远路）与戈登路（江宁路）口的玉佛寺。此外，还有日本人兴建的佛教东本愿寺和西本愿寺，都位于虹口。
在上海公共租界，基督教新教各个教派的教堂林立。其中一部分专供侨民使用，例如中区江西路九江路口的英国圣公会上海圣三一堂，南苏州路圆明园路口的新天安堂（供圣公会以外的外籍侨民礼拜），以及地丰路（乌鲁木齐北路）25号供内地会传教士使用的公共礼拜堂（现名新恩堂）。当然数目更多的教堂是面向华人的。监理会的2座大教堂——西藏路慕尔堂和虹口昆山路景林堂都位于公共租界。美国圣公会江苏教区的主教座堂设在越界筑路区域的极司非尔路，即圣约翰大学内；它的第一座教堂救主堂在淞沪会战之前一直位于虹口；在租界内还设有爱文义路（北京西路）351号的圣彼得堂等。基督复临安息日会在东区的宁国路建立了中华总会 ，又在武进路183号设立了沪北会堂。浸信会不仅拥有可容纳千人的上海怀恩堂（西摩路，今陕西北路375号），还有使用粤语的广东浸信会堂（新乡路66号）。同样，长老会在窦乐安路（多伦路）设有鸿德堂，中华基督教会则在北四川路1802弄设有富吉堂（粤语）。其他的著名教堂还有北四川路1578号的宣道会守真堂、山东路伦敦会天安堂等。上海教会（地方教会）曾经长期租用哈同路（铜仁路）240弄文德里聚会，租界交还以后，在附近的南阳路123－145号建成可容纳数千人的南阳路145号聚会所。
天主教在公共租界设立的第一座教堂是北区南浔路的虹口耶稣圣心堂，后来又在西区建立了大通路小德肋撒堂（今大田路370号），在东区倍开尔路（惠民路）694号建立了和平之后堂。
犹太人在公共租界建有数座犹太会堂，位于中区的博物院路20号（虎丘路42号）的阿哈龙会堂 现已拆除，改建为文汇报大厦，位于西区西摩路500号的拉结会堂（市教委）和东区华德路（长阳路）62号）的摩西会堂 都保留至今。
上海公共租界内有为数众多的印度巡捕和门卫，租界当局为他们兴建了数座锡克教堂，其中主要的2座为位于虹口的宝兴路谒师所和位于西区的戈登路谒师所，建筑物仍然保留。上海公共租界内还有同样来自印度的祆教的祆祠（白头礼拜堂，Parsee Prayer Hall），位于福州路538号，建筑物今已拆除。

## 人物
- 费信惇

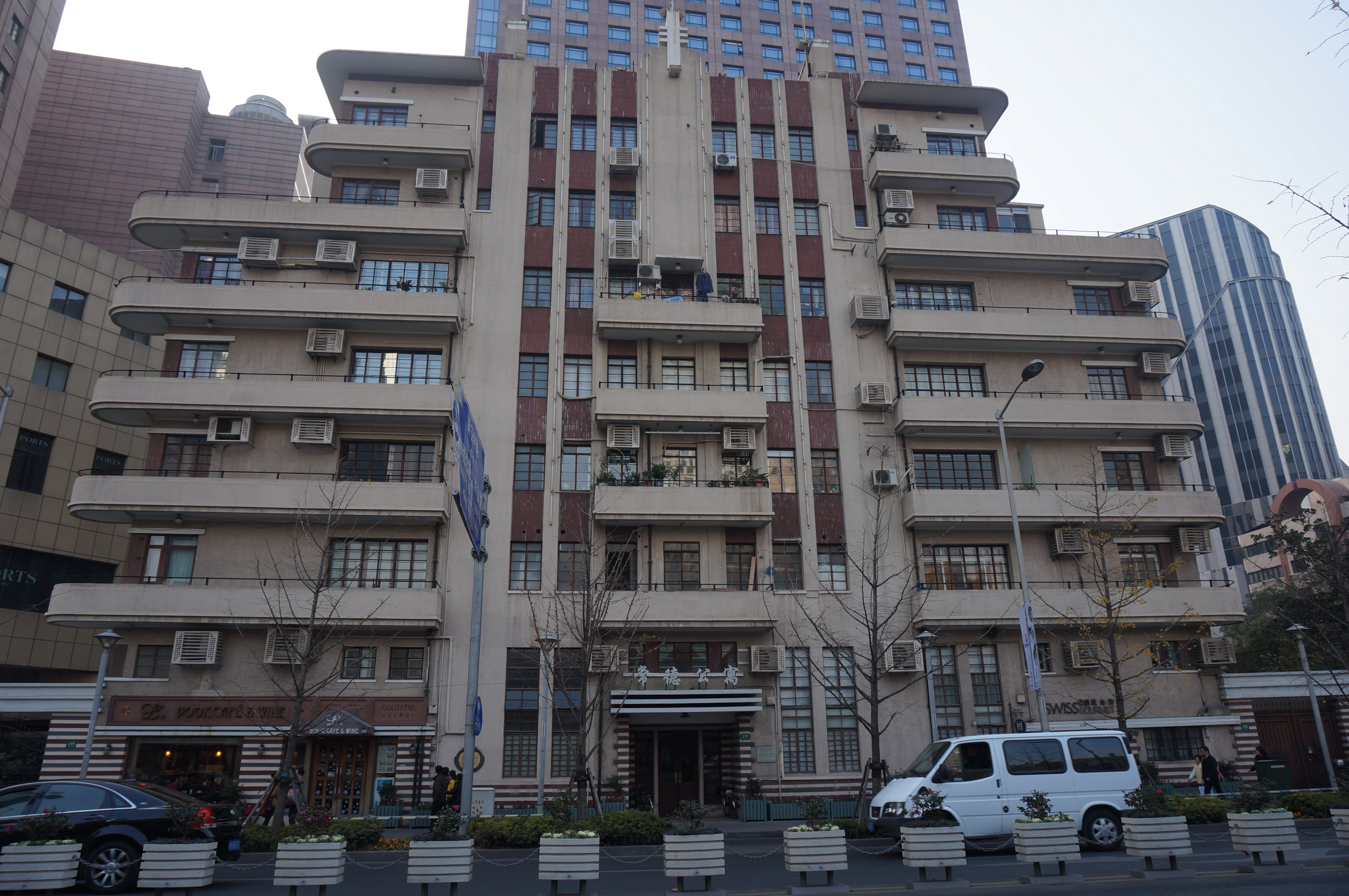
常德公寓

- 张爱玲故居，赫德路爱林登公寓（Eddington House）（今常德路195号常德公寓）。
- 虞洽卿